# 周防久保站
周防久保站（日语：／ Suō-Kubo eki */?）是位於山口縣下松市大字河內795番，西日本旅客鐵道（JR西日本）的岩德線車站。

## 歷史
- 1934年（昭和9年）
  - 3月28日 - 岩德西線周防花岡站至高水站之間開通，此站啟用。
    - 當時車站地址為山口縣都濃郡久保村（日语：久保村 (山口県)）大字河內。

  - 12月1日 - 麻里布站（現時為岩國站）至周防高森站至櫛濱站之間全線開通，該區間路線名稱為山陽本線。
- 1939年（昭和14年）11月3日 - 隨著下松市成立，車站地址變為山口縣下松市大字河內。
- 1944年（昭和19年）10月11日 - 山陽本線岩國站（1942年前該站名為麻里布站）至周防高森站至櫛浜站之間的路線名稱改名為岩德線。
- 1982年（昭和57年）3月10日 - 成為無人車站（簡易委託）。[1]
- 1987年（昭和62年）4月1日 - 伴隨國鐵分割民營化，車站由西日本旅客鐵道（JR西日本）營運。

## 車站構造
車站是一座地面車站，設有2面2線的相對式月台，可進行列車交會。車站大樓位於上行月台側，大樓內設有自動售票機。兩月台之間設有跨線橋連接。
此站是由德山地域鐵道部管理的無人車站。

### 月台
| 月台         | 路線    | 上下行 | 方向           |
| ------------ | ------- | ------ | -------------- |
| 車站大樓一方 | ■岩徳線 | 上行   | 玖珂、岩國方向 |
| 車站大樓對面 | ■岩徳線 | 下行   | 櫛濱、德山方向 |

※在旅客資訊上沒有標示月台編號。

## 車站周邊
- 國道2號
- 下松市立久保小學，存于
- 下松市立久保中學
- 下松市立東陽小學
- 下松東陽郵局
- 下松久保簡易郵局

## 巴士路線
最接近此站的巴士站是久保站前巴士站。以下為停靠該站的巴士路線，均由防長交通營運。
- 快速巴士
  - 德山站前 - （中央線） - 末武 - 花岡 - 久保站前 - 高森 - 新岩國站前 - 錦帶橋 - 岩國站前
- 一般巴士
  - [4-2]：德山站前 - 市政廳前 - 慶萬 - 遠石八幡 - 櫻木 - （中央線） - 末武 - 花岡 - 久保站前
  - [6-11]：德山站前 - 市政廳前 - 德高前 - 周陽町中央醫院入口 - （繞道） - 花岡 - 久保團地四丁目 - 久保站前 - 高水站前 - 夢想廣場熊毛
  - [6-12]：德山站前 - 市政廳前 - 德高前 - 周陽町中央醫院入口 - （繞道） - 華陵高校 - 久保團地四丁目 - 久保站前 - 高水站前 - 夢想廣場熊毛
  - [6-20]：德山站前 - 市政廳前 - 德高前 - 周陽町中央醫院入口 - （繞道） - 花岡 - 久保市 - 久保站前 - 大河內站前 - 小周防 - 三丘溫泉 - 兼清
  - 下松站前 - 下松市政廳前 - 中宮 - 久保市 - 久保站前 - 切山上
  - 下松站前 - 下松市政廳前 - 中宮 - 久保市 - 久保站前 - 久保團地四丁目
  - 下松站前 - 下松市政廳前 - 中宮 - 久保市 - 久保團地四丁目 - 久保站前 - 高水站前 - 夢想廣場熊毛
  - 周南紀念醫院 - 久保團地四丁目 - 久保站前 - 高水站前 - 夢想廣場熊毛

## 使用狀況
以下為近年使用人次：
| 乘車人次變化 | 乘車人次變化 |
| 年度         | 1日平均人次  |
| ------------ | ------------ |
| 1999         | 190          |
| 2000         | 176          |
| 2001         | 168          |
| 2002         | 137          |
| 2003         | 137          |
| 2004         | 140          |
| 2005         | 141          |
| 2006         | 132          |
| 2007         | 139          |
| 2008         | 135          |
| 2009         | 136          |
| 2010         | 134          |
| 2011         | 127          |
| 2012         | 119          |
| 2013         | 102          |
| 2014         | 90           |
| 2015         | 89           |
| 2016         | 85           |
| 2017         | 83           |
| 2018         | 65           |

## 相鄰車站
西日本旅客鐵道（JR西日本）
■岩德線
大河內－周防久保－生野屋

## 注腳
1. ↑  日本國有鐵道公示S57.3.10公154
2. ↑  山口縣統計年鑑

## 外部連結
- 周防久保｜車站資訊：JR出門網 - 西日本旅客鐵道（日語）
- 下松市政廳（页面存档备份，存于）（日語）